# Kirby: Planet Robobot
Kirby: Planet Robobot, conocido en Japón como Hoshi no Kirby: Robobo Planet (星のカービィ ロボボプラネット Hoshi no Kābi: Robobo Puranetto?, lit. Kirby de las Estrellas: Planeta Robobo), es un videojuego de acción en plataformas perteneciente a la serie de Kirby, desarrollado por HAL Laboratory y publicado por Nintendo para la Nintendo 3DS. El juego fue lanzado en Japón en abril de 2016 y en Norteamérica y Europa en junio de 2016.

## Modo de juego
Kirby: Planet Robobot sigue un estilo de juego similar al título previo de la Nintendo 3DS, Kirby: Triple Deluxe, y toma ventaja de las capacidades 3D del sistema para permitir a Kirby moverse entre múltiples planos en los escenarios. Como la mayoría de juegos en la serie, Kirby es capaz de absorber enemigos para obtener sus poderes, incluyendo tres nuevas habilidades de copia: doctor, veneno y percepción extrasensorial. Adicionalmente, los jugadores pueden ganar habilidades y objetos al escanearlas en las figuras amiibo. Nuevos para este son los trajes mecha conocidos como armadura Robobot que Kirby puede pilotar, lo que le permite destruir ciertos obstáculos, levantar objetos pesados, y derrotar enemigos grandes. Al igual que el propio Kirby, la armadura Robobot puede escanear enemigos para ganar su propio conjunto de habilidades de copia que pueden ser usadas para atacar enemigos y resolver puzles. En cada nivel hay escondidos Cubos de Código, que son necesarios para progresar y desbloquear niveles de bonus, y hay pegatinas coleccionable que pueden ser usadas para personalizar la armadura Robobot.
Kirby: Planet Robobot cuenta con dos minijuegos adicionales: Team Kirby Clash y Kirby 3D Rumble. Team Kirby Clash es un videojuego de rol de acción en el cual hasta cuatro jugadores eligen una clase de personaje y trabajan juntos para luchar contra jefes grandes, ganando experiencia a lo largo del camino. Kirby 3D Rumble es un juego para un solo jugador en el cual Kirby debe viajar a lo largo de un plano 3D para absorber y disparar olas de enemigos tan rápido como sea posible. El terminar el juego principal desbloquea dos modos adicionales: Meta Knightmare Returns, en el cual los jugadores controlan un Meta Knight a través de una versión más complicada de la campaña principal, y The Arena, donde los jugadores luchan con objetos de curación limitados contra múltiples personajes de jefes. El juego también cuenta con soporte para StreetPass y Miiverse. También existe una variante más difícil de la Arena conocida como la True Arena, en la que los jugadores deben luchar contra jefes de Meta Knightmare Returns como Kirby, así como un jefe nuevo y secreto.

## Argumento
Una masiva nave espacial llamada el Access Ark conquista y mecaniza el planeta hogar de Kirby, Popstar. El Rey Dedede y Meta Knight tratan de defenderse, pero el Castillo Dedede y la Alabarda son destruidos por las armas láser de la nave. Ahora depende de Kirby, quien dormía durante el ataque, arreglar una vez más las cosas.
Kirby inicia destruyendo las cinco bases que sirven como las piernas de aterrizaje del Access Ark. Mientras lo realizaba, se encuentra con una mujer alienígena llamada Susie, quien dice que está reuniendo recursos para el Presidente Haltmann, su jefe. Kirby adquiere también la armadura Robobot, un misterioso exoesqueleto mecánico que se adapta y mejora sus poderes. También lucha contra "Mecha Knight" (una versión mecánica de Meta Knight), y clones imperfectos de Dedede.
Kirby eventualmente encuentra a Haltmann, quien resulta ser el director ejecutivo de la Haltmann Works Corporation dentro del Access Ark, el cual sirve como cuartel general de la compañía. Haltmann, quien ha estado siguiendo los planes de negocio de una supercomputadora llamada Star Dream, se enfrenta a Kirby en su robot personal pero es derrotado. Enfurecido, Haltmann intenta usar la Star Dream para destruir a Kirby, pero es traicionado por Susie, quien intenta vender la máquina a otras compañías. Desafortunadamente, la Star Dream se vuelve autoconsciente como resultado de que Susie remueve el casco que usaba Haltmann para controlarla. La Star Dream anuncia entonces que todas las formas de vida orgánicas son obstáculos en el plan de negocios de Haltmann Works, asimila a Haltmann, y se embarca en una misión de destrucción intergaláctica. Sin embargo, Meta Knight regresa con su Alabarda reparada, que se fusiona con la armadura Robobot de Kirby, y Kirby derrota a la Star Dream en el espacio profundo.
La Star Dream revive y toma control del Access Ark, transformándolo en un planeta sensitivo y mecánico para continuar la batalla. Cuando Kirby destruye la armadura que cubre la nave, la verdadera identidad del Access Ark es revelada - resulta ser una Nova Galáctica, uno de los cometas que conceden deseos usados por Marx en Kirby Super Star. Con la conciencia de Haltmann desvaneciéndose con su sistema operativo, Star Dream arma un alboroto pero es destruida finalmente por Kirby, quien sale de la Alabarda Halberd para destruirla con un taladro gigante. El robot de Kirby, ahora despedazándose, usa sus últimos restos de energía para lanzarlos a Popstar, donde las máquinas enviadas por Haltmann desaparecen, y Dream Land regresa a su estado natural.
Aunque nunca fueron directamente mostradas en escenas, las descripciones en la pantalla de pausa y los comentarios del director del juego en Miiverse describían cómo surgió la historia.
El Presidente Max Profitt Haltmann fue una vez un gentil director ejecutivo, quien había descubierto la Star Dream y el Access Ark y había trabajado para que las máquinas funcionaran. La tragedia llegó, sin embargo, cuando la hija del Presidente Haltmann, Susana Patrya Haltmann, estuvo involucrada en un accidente con la máquina y fue enviada a otra dimensión. Abrumado con inmenso dolor, Haltmann intentó usar la Star Dream para desear el regreso de su hija, pero aparentemente no funcionó. La sobreutilización de la máquina resultó en que Haltmann perdiera sus recuerdos, causando eventualmente que olvidara que tenía una hija en primer lugar. Eventualmente, Susie renovó la Haltmann Works Corporation asegurando que proporcionará una mecanización segura para ayudar a todas las sociedades planetarias con la ciencia y la tecnología, así, bajo tal filosofía, exterminará a los "salvajes".

## Desarrollo
El juego fue dado a conocer en Nintendo Direct el 3 de marzo de 2016. Fue confirmado un conjunto de amiibo con el tema de Kirby (figuras de Kirby, Rey Dedede, Meta Knight, y Waddle Dee) para coincidir con la fecha de lanzamiento del juego, que ofrecen cambios únicos en el juego. El juego fue lanzado en Japón el 28 de abril de 2016, y en junio de 2016 a nivel mundial. Una demo para el juego fue lanzada a través de Nintendo eShop el 21 de julio de 2016.
Planet Robobot fue concebido como un sucesor más directo de Kirby: Triple Deluxe en su desarrollo temprano. El juego habría tenido la habilidad Hypernova, aunque fue eventualmente reemplazada con la armadura Robobot para evitar ser una repetición de lo anterior.

## Recepción
Las críticas para Kirby Planet Robobot han sido positivas. Metacritic dio un Metascore de 81 de 100 basado en 65 críticas indicando "reseñas generalmente favorables". GameSpot calificó al juego con un 8 de 10, alabando la jugabilidad de Robobot, el diseño de niveles, personajes, visual, banda sonora y modos extra, pero criticó la dificultad "pocas veces desafiante". Brendan Graeber de IGN calificó al juego con 8.0, elogiando su uso ingenioso de puzles en 3D en mundos dinámicos, peleas contra los jefes, la mecánica de Robobot y modos adicionales, pero criticó la dificultad y el bloqueo fácil. Dijo, "Kirby: Planet Robobot puede no ser el juego de plataformas más desafiante, pero su ingenioso uso de destrucción robótica combinada con preciosos puzzles del entorno y jefes únicos hacían un paseo entretenido. Solo desearía que el monstruoso traje mecánico de Kirby pudiera hacer un uso propio de la enorme cantidad de coleccionables". Chris Carter de Destructoid dio un 7 de 10, diciendo, "Mientras que la idea de robot llega comes de improviso, Planet Robobot es aún un juego de Kirby seguro y utilizable. Después de vencer la historia y reflejarse en ella, muchos elementos se sintieron como ir mecánicamente por ellos, pero esos movimientos no se han quedado estancados aún luego de casi 25 años".